# Vážany nad Litavou
Vážany nad Litavou é uma comuna checa localizada na região de Morávia do Sul, distrito de Vyškov.